# Phyllovates chlorophaea
Phyllovates chlorophaea là một loài Bọ ngựa trong họ Bọ ngựa. Loài này được Blanchard miêu tả năm 1836. Đây là loài bản địa của Hoa Kỳ.